# 释迦仁钦
释迦仁钦（藏語：ཤ་ཀྱ་རིན་ཆེན，威利转写：sha kya rin chen；1354年—1435年），西藏歷史上帕木竹巴首领，明代藏传佛教帕竹噶举派人物，藏族。
他是释迦坚赞的弟弟，绛曲坚赞的侄子。他在1373年释迦坚赞去世后，一度代行第悉职位。不久让位于侄子札巴絳曲。之后他的儿子札巴坚赞在1385年成为第五代第悉。第五子索南坚赞担任京俄，第六子桑結堅贊娶妻生子，成为后代第悉的先祖。